# قطعنامه ۱۵۸۸ شورای امنیت
قطعنامه ۱۵۸۸ شورای امنیت سازمان ملل متحد که در تاریخ ۱۵ مارس ۲۰۰۵ تصویب شد، سندی بین‌المللی دربارهٔ بررسی وضعیت در سومالی است. این قطعنامه طی نشست ۵۱۴۲ام با ۱۵ رای موافق، ۰ مخالف و ۰ ممتنع تصویب شد.